# Stictoleptura rubra
El cerambícido rojo (Stictoleptura rubra) es una especie de insecto coleóptero de la familia Cerambycidae.

## Distribución geográfica
Se distribuyen por Europa, oeste de Asia y el norte de África.

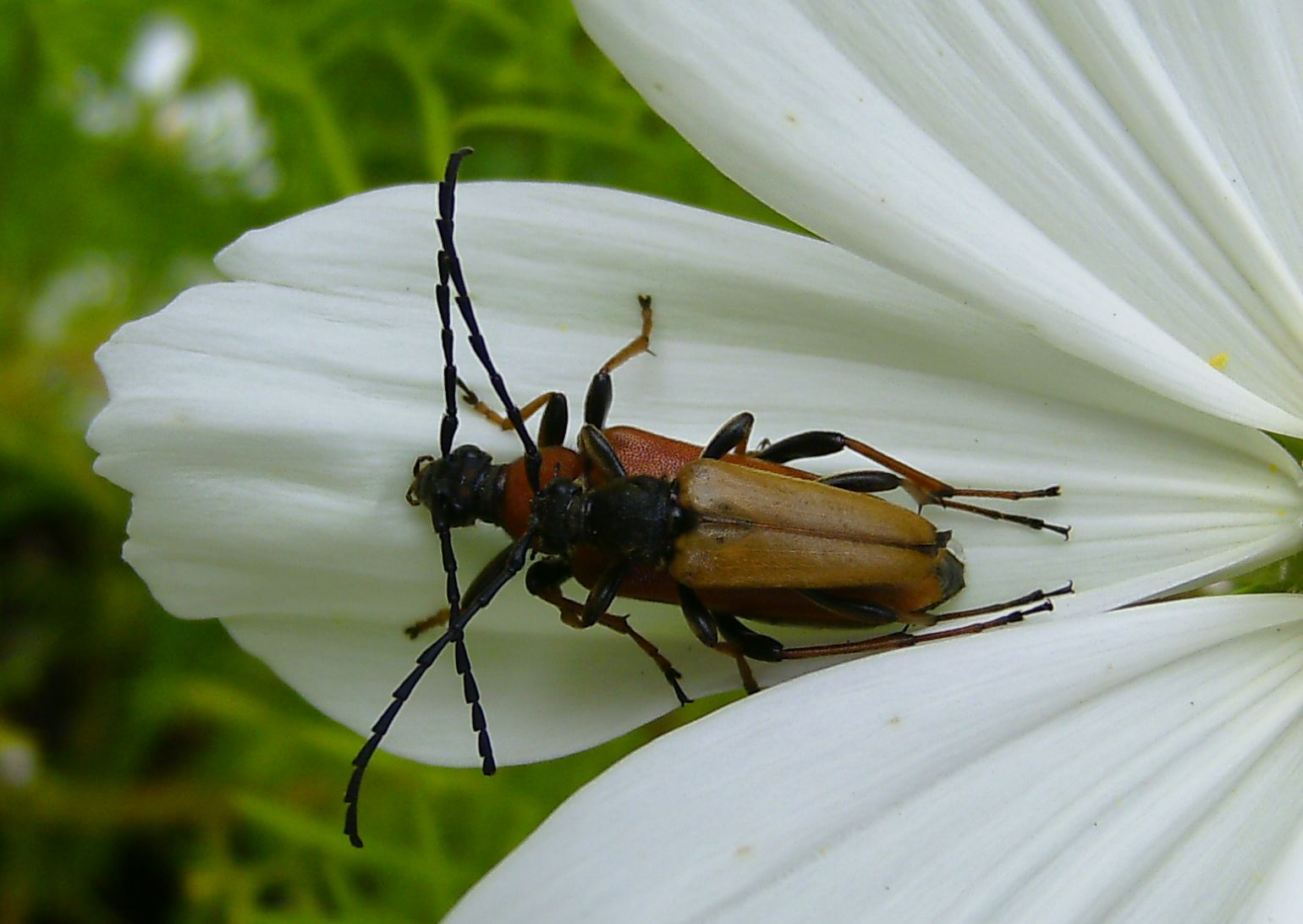
Stictoleptura rubra apareamiento

Miden unos 10-20 mm. Son primaverales a estivales, florícolas.

## Sinonimia
- Leptura rubra Linnaeus, 1758